# Правителство на Република Македония (1)
Първото правителство на Република Македония е избрано на 20 март 1991 г. от Събранието на Социалистическа Република Македония, след първите парламентарните избори от 1990 г., на които има политическия плурализъм. За министър-председател на новото, по своя характер експертно-коалиционно правителство, е избран Никола Клюсев. Това правителство извършва основната работа по конституирането на Република Македония като независима държава.
Поради възникналите междупартийни конфликти първото правителство на независима Република Македония не просъщестува дълго. На 7 юли 1992 г. Събранието на страната гласува вот на недоверие и правителството е свалено. Остава на власт до 4 септември същата година, когато е встъпва в длъжност новото правителство.

## Състав
Първоначалният състав на кабинета включва:
| министерство                                    | име | име                 | партия                             |
| ----------------------------------------------- | --- | ------------------- | ---------------------------------- |
| министър-председател                            |     | Никола Клюсев       | безпартиен                         |
| заместник министър-председател                  |     | Блаже Ристовски     | безпартиен                         |
| заместник министър-председател                  |     | Йован Андонов       | безпартиен                         |
| заместник министър-председател                  |     | Бекир Жута          | Партия за демократичен просперитет |
| вътрешни работи                                 |     | Йордан Миялков      | безпартиен                         |
| външни работи                                   |     | Денко Малески       | безпартиен                         |
| наука                                           |     | Георги Ефремов      | безпартиен                         |
| правосъдие                                      |     | Георги Наумов       | безпартиен                         |
| отбрана                                         |     | Ристо Дамяновски    | безпартиен                         |
| икономика                                       |     | Стоян Траяновски    | безпартиен                         |
| труд и социална политика                        |     | Илияз Сабриу        | Партия за демократичен просперитет |
| земеделие, гори и водно стопанство              |     | Иван Ангелов        | безпартиен                         |
| образование                                     |     | Димитър Димитров    | безпартиен                         |
| урбанизация, строителство, транспорт и екология |     | Александър Лепавцов | ВМРО-ДПМНЕ                         |
| здравеопазване                                  |     | Перко Колевски      | безпартиен                         |
| култура                                         |     | Цветан Грозданов    | безпартиен                         |
| финанси                                         |     | Методия Тошевски    | безпартиен                         |
| информация                                      |     | Мартин Треневски    | безпартиен                         |
| развойна дейност                                |     | Гоце Петрески       | безпартиен                         |
| без ресор                                       |     | Яне Мильовски       | безпартиен                         |
| без ресор                                       |     | Илия Андонов-Ченто  | безпартиен                         |
| без ресор                                       |     | Алаетин Тоска       | Партия за демократичен просперитет |

### Промени през януари 1992
- От 10 януари 1992 г. за министри на отбраната и вътрешните работи са назначени Траян Гоцевски и Любомир Фръчковски. Вторият заема длъжността на починалия в автомобилна катастрофа Йордан Миялков.